# Tigre de Bengala

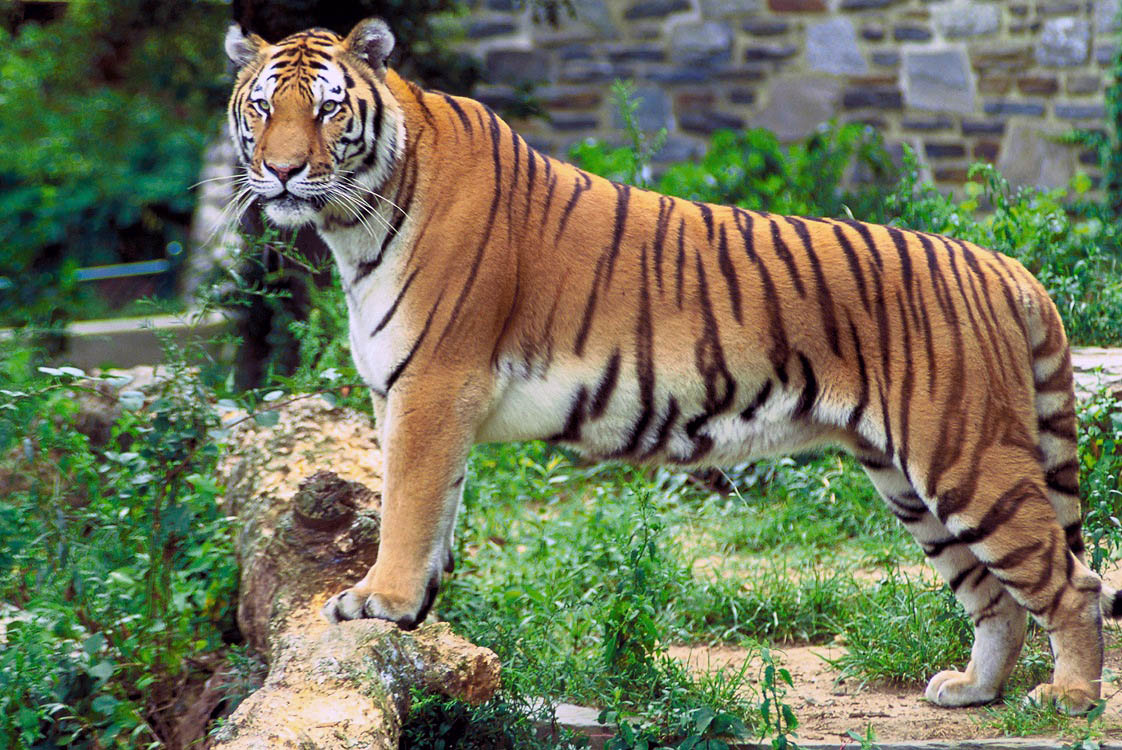
Tigre de Bengala

El tigre de Bengala reial, més conegut simplement com a tigre de Bengala o tigre indi (Panthera tigris tigris) és una subespècie de tigre. Pot viure de 20 a 26 anys.

## Situació
El tigre de Bengala habita l'Índia, el Nepal, Bangladesh, Bhutan, Myanmar i Xina (a la regió meridional del Tibet). És la subespècie més nombrosa i coneguda del tigre, i es troba en una gran varietat d'hàbitats, incloent-hi sabanes i boscos tropicals i subtropicals. La major part de tigres de Bengala i un terç de la població mundial d'aquests grans fèlids habiten a l'Índia. També hi ha una vasta població a Nepal, principalment en el parc Chitawan.

## Descripció
La seva pell és generalment de color taronja; encara que existeix una mutació genètica que produeix que la pell taronja del tigre sigui substituïda pel color blanc, a aquests tigres se'ls coneix com a tigres blancs. Existeix una mutació encara més estranya (de la qual existeixen menys de 100 exemplars, tots en captivitat), coneguda com a tigre d'or. El tigre és un animal nacional a l'Índia i Bangladesh.
El tigre de Bengala estirat és la segona subespècie més grossa darrere del tigre d'Amur (P. tigris altaica); els mascles mesuren aproximadament entre 2,74 - 3,10 metres de longitud, incloent-hi la cua (que oscil·la entre 85 i 95 cm de llarg), no obstant això, es coneixen casos de tigres excepcionalment grans que van arribar els 3,60 m de llarg. El seu pes varia entre els 181 i 270 kg en el cas dels mascles, mentre que les femelles, de menor grandària, solen pesar al voltant de 140 quilograms, encara que existeixen exemplars que van arribar als 180 kg. El tigre de Bengala de major grandària conegut fou un exemplar caçat el 1967, un gran mascle de 3,20 m de llarg i d'un pes de 388,7 kg. Aquest exemplar fou tirotejat al nord de l'Índia per David Hasinger, un industrial de Filadèlfia. Actualment aquest exemplar es troba exposat a l'Institut Smithsonià, al saló dels Mamífers la longitud cranial del tigre varia de 330 a 380 mil·límetres en el cas dels mascles, i 275 - 311 mm en les femelles.

## Cicle de vida i estructura social
Com tots els tigres, són animals solitaris i generalment fugen de la companyia en grups, llevat de les femelles, que viatgen amb les seves criatures en grups de tres o quatre. Els mascles cuiden un terreny on alberguen diverses femelles que seran les quals tindran la seva ventrada i així assoliran passar la seva descendència. Els mascles i les femelles solament s'ajunten durant l'època de reproducció. La majoria de les criatures neixen entre febrer i maig, i després d'una gestació d'entre 98 i 108 dies, parin una ventrada d'1 a 6 cadells (normalment de 2 a 4) d'1,1 kg de pes. L'esperança de vida pels tigres de Bengala mascles és d'entre 10 i 12 anys, mentre que en les femelles és un poc més llarg; no obstant això, els exemplars en captivitat poden arribar a viure fins a 30 anys. Els experts van descobrir recentment que aproximadament el 25% dels tigres mascles del parc nacional de Kanha moren en lluites amb animals de la seva espècie.

## Dieta
Els tigres de Bengala són carnívors i cacen des de paons a búfals, passant per tota una gamma de preses que inclou micos, senglars, cèrvids i antílops. S'han reportat casos més rars que els tigres han atacat a criatures de rinoceront i elefant, i fins i tot d'individus que foren capaços d'abatre i devorar a altres grans carnívors com lleopards i ossos. Molt més rars són els atacs contra humans, encara que fins fa un segle succeïen amb certa freqüència.